# Bosaso
Bosaso este un oraș din Somalia, port la Golful Aden.